# 리바운드 에이스
리바운드 에이스(Rebound Ace)는 폴리우레탄 고무, 섬유 유리, 그리고 최하층의 아스팔트 또는 강화 콘크리트 층으로 이루어진 테니스 하드 코트의 한 종류이다. 오스트레일리아 브리스번에 본사를 둔 리바운드 에이스 스포츠사(Rebound Ace Sports Pty Ltd)에 의해 생산된다.

## 특성
리바운드 에이스는 최상층에 포함되는 모래의 양으로 표면의 마찰력을 조절할 수 있다. 따라서 이를 이용하여 공의 바운드와 전반적인 속도를 조절하는 것이 가능하다.
리바운드 에이스는 종종 US 오픈에서 사용되는 데코터프와 비교되기도 하는데, 기본적으로 리바운드 에이스가 좀 더 높은 완충 효과를 갖고 있다.

## 호주 오픈
1988년부터 2007년 5월 30일까지 리바운드 에이스는 그랜드 슬램 대회 중 하나인 호주 오픈의 공식 코트였다. 2007년 5월 30일 이후 플렉시쿠션으로 교체되었다.
리바운드 에이스가 고온에서 표면이 상당히 끈적해져서 부상 위험이 높다는 일부 선수들의 주장이 제기된 적도 있으나, 이 코트가 다른 재질의 코트에 비해 부상 위험이 높다는 객관적인 증거는 아직 보고된 바가 없다. 폴 맥나미(Paul McNamee)는 이와 관련하여 리바운드 에이스에서 발생한 부상들이 다른 재질의 코트에서도 똑같이 발생할 수 있는 종류의 것들이었음을 밝히면서 다음과 같이 말했다:
| “ | 호주 오픈에서 발생한 부상에 대한 ATP 및 WTA의 조사 결과, 그 부상들이 리바운드 에이스 때문에 발생한 것은 아니라고 결론 내려졌다.... 리바운드 에이스가 원인은 아니었다 (an investigation into injuries at the Australian Open, by the ATP and WTA tours, had laid no blame on Rebound Ace.... the evidence simply wasn't there) | ” |

리바운드 에이스는 홈부시 베이(Homebush Bay)의 시드니 올림픽 파크에서 열린 2000년 시드니 올림픽 테니스 경기에서도 사용되었다.

## 기타 사용 장소
리바운드 에이스는 테니스 코트로 가장 유명하지만, 그 외에도 다양한 종류의 하드 코트 및 쿠션 스포츠 시스템 제품을 갖고 있다. 리바운드 에이스의 제품군 중 하나인 리바운드 임팩트(Rebound Impact)는 플로리다주 올랜도에 위치한 씨월드 등에서 사용되고 있다. 리바운드 에이스와 약간 다른 특성을 가진 하드 코트 재질인 리바운드 에이스 HSA 클럽(Rebound Ace HSA Club)은 쿠션층이 좀 더 적으면서 열을 잘 흡수하는 특징을 갖고 있다.